# DEC Alpha

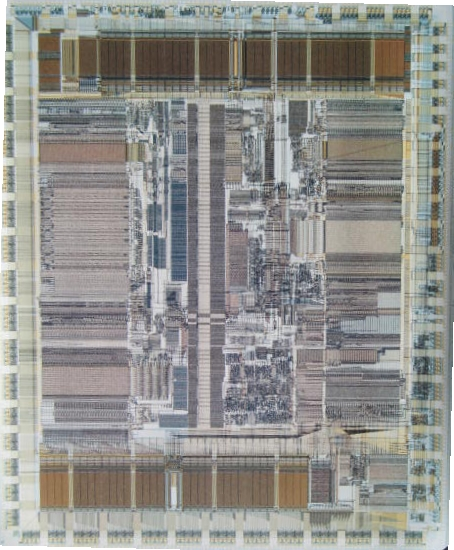
DEC Alpha AXP 21064

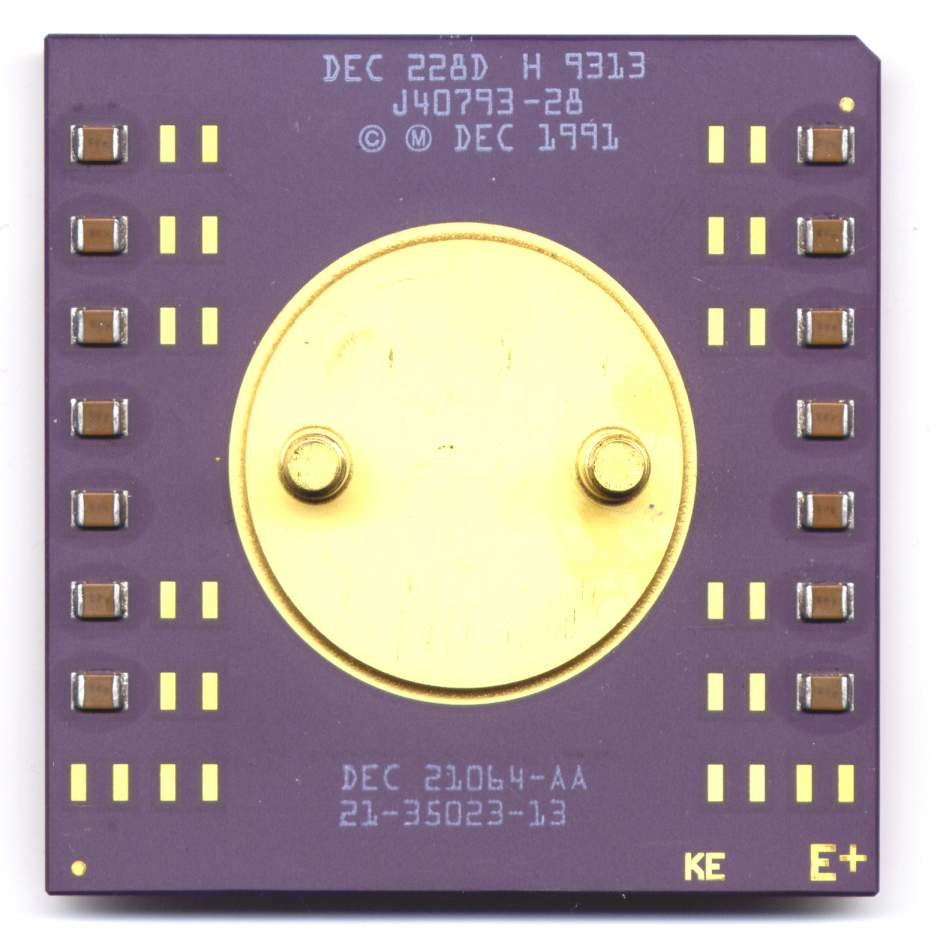
pouzdro procesoru
DEC Alpha AXP 21064

DEC Alpha, původně známý jako Alpha AXP, je 64bitový mikroprocesor architektury RISC původně vyvinutý a vyráběný firmou Digital Equipment Corporation (DEC). Byl navržen jako nástupce 32bitových procesorů VAX založených na architektuře CISC. Procesory řady Alpha byly použity v mnoha pracovních stanicích a serverech DEC, postupně se stal základem veškeré nabídky této společnosti. Mimo DEC i několik dalších firem produkovalo systémy založené na architektuře Alpha.
Mezi operační systémy podporující tuto architekturu patří OpenVMS a Tru64 UNIX (původně znám jako DEC OSF/1 AXP nebo Digital UNIX) ale také opensourceové operační systémy Linux a BSD (ve FreeBSD verze 7.0 bylo od podpory již upuštěno). Operační systémy od společnosti Microsoft založené na platformě Windows NT podporovaly DEC Alpha až do verze NT 4.0 (SP6).